# بوشيني زنجبيلي
بوشيني زنجبيلي (الاسم العلمي: Puccinia zingiberis) هو نوع من الفطريات يتبع جنس البوشيني من فصيلة البوشينية.